# 伊列季河
伊列季河是俄羅斯的河流，位於馬里埃爾共和國和韃靼斯坦共和國，屬於伏爾加河的支流，河道全長204公里，流域面積6,471平方公里，最終注入古比雪夫水庫。
55°52′13″N 48°21′22″E / 55.87028°N 48.35611°E